# روبنلسون فييرا
روبنلسون فييرا (بالبرتغالية: Robenilson de Jesus‏) (مواليد 24 سبتمبر 1987) هو ملاكم برازيلي، مثّل بلاده في الألعاب الأولمبية الصيفية في دورتي 2008 و2012.

## روابط خارجية
روبنلسون فييرا على موقع بوكس ريك (الإنجليزية) (registration required)
- روبنلسون فييرا على موقع أوليمبيديا (الإنجليزية)
- روبنلسون فييرا على موقع اللجنة الأولمبية البرازيلية (البرتغالية)